# Animal Crossing: New Leaf
Animal Crossing: New Leaf (とびだせ どうぶつの森?, Tobidase: Dōbutsu no Mori), è un videogioco della serie Animal Crossing, successivo alla serie Animal Crossing: Let's Go to the City.

Logo di Animal Crossing

Il gioco venne annunciato alla conferenza Nintendo nel corso dell'E3 del 2010. Nel 2011, sul sito ufficiale Nintendo, vennero pubblicate nuove informazioni sotto forma di video e immagini, tra le quali che il gioco avrebbe goduto della tridimensionalità, o 3D autostereoscopico, attraverso il modello 3DS.
Il 4 ottobre 2012 venne annunciato che, in concomitanza con l'uscita del gioco, sarebbe stata commercializzata una nuova versione della console, Nintendo 3DS XL in tema Animal Crossing.
A partire dal 2 novembre 2016, è stata diffusa una nuova espansione gratuita per il gioco, Animal Crossing: New Leaf - Welcome amiibo. Questa espansione permette l'utilizzo degli amiibo e delle carte amiibo della serie di Animal Crossing al fine di ottenere dei piccoli extra all'interno del videogioco. Aggiunge inoltre un’area per camper in cui possono essere invitati degli abitanti tramite carte amiibo, e in cui spontaneamente a giro saranno presenti diversi personaggi “speciali” (Fifonio, Ovidio, etc.)

## Trama
Al bordo di un vagone di un treno, il protagonista fa l'incontro con il gatto Girolamo: di natura estroversa, l'animale proverà ad iniziare una conversazione con il giocatore sin da subito, che gli farà alcune domande personali, chiedendogli, per esempio, il suo nome o dove esso sia diretto. Una volta arrivato a destinazione e dopo aver salutato il viandante, l'alter ego del giocatore scende dal treno, ed uscendo dalla stazione viene inaspettatamente accolto dai cittadini della città. Questi, infatti, credono erroneamente che il nuovo arrivato sia il nuovo sindaco, che sarebbe dovuto arrivare proprio in quel preciso momento. Momenti dopo, il giocatore riuscirà a trovare una zona dove montare la tenda grazie all'aiuto di Tom Nook, che potrà eventualmente rimpiazzare con una casa vera e propria. A questo punto, il protagonista, con l'assistenza della sua nuova segretaria Fuffi, completa i preliminari che gli permetteranno di ottenere i nuovi poteri da sindaco, cosa che gli conferirà potere decisionale per quanto riguarda l'intera gestione della città.
Il giorno successivo, il giocatore riceverà una lettera da un anonimo, che gli augurerà buona fortuna nel suo nuovo compito, spiegando inoltre che a causa di alcuni contrattempi, egli non sia riuscito a presentarsi quando avrebbe dovuto farlo, al fine di diventare il nuovo sindaco della città dove oramai il giocatore si è stanziato al suo posto.

## Modalità di gioco
Il gioco riprende molte meccaniche dei giochi precedenti della saga, introducendone di nuove oltre a delle sostanziali novità e miglioramenti.
Come nei titoli precedenti, il gioco non ha uno scopo o un obiettivo preciso: è il giocatore che decide cosa fare durante la giornata e come gestire il suo tempo nella routine. Tra le attività che si possono svolgere sono, per esempio, la pesca, il giardinaggio o l'arredamento della propria casa. Inoltre, il tempo è scandito da un orologio interno della console che simula le ore della giornata in tempo reale. In egual maniera, si comportano così anche le stagioni, che cambiano con lo scorrere dei mesi, al sopraggiungere degli equinozi e dei solstizi. Inoltre, la vita quotidiana del giocatore non si limita all'interno dell'ambiente in cui egli può dedicarsi alle attività da svolgere: recandosi più a nord, è possibile visitare la Via degli Acquisti, un lungo viale dove sono presenti numerosi negozi e strutture culturali, la cui maggior parte sono aperti durante il dì e chiusi negli orari notturni.
La valuta del gioco è la stellina, che possono essere guadagnate vendendo oggetti all'interno dei negozi o nel centro di riciclaggio Ricicla&Ricrea. Queste possono essere utilizzate per compiere spese per comprare mobili, nuovi vestiti, e molto altro.
Novità del titolo è la possibilità di diventare il sindaco di una città. Dotato di questa qualità, il giocatore che detiene tale potere in città è in grado di decidere quali opere pubbliche finanziare e dove edificarle per personalizzare il proprio villaggio. Oltre a ciò, egli può anche decidere di emanare delle ordinanze che cambieranno in modo piuttosto radicale lo stile di vita degli abitanti di una città.

## Accoglienza
| Testata               | Giudizio |
| --------------------- | -------- |
| Metacritic (media al) | 88/100   |
| Famitsū               | 39/40    |
| GameSpot              | 8/10     |
| IGN                   | 9,6/10   |
| Joystiq               | 4,5/5    |
| Nintendo Life         | 9/10     |
| Polygon               | 9/10     |

Dopo il suo annuncio all'E3 2010, la grafica del gioco è stata accolta con grande favore. Scrivendo per G4TV, Patrick Klepek ha ritenuto che l'uso del gioco degli effetti 3D stereoscopici del Nintendo 3DS desse al mondo di gioco "una profondità reale e tangibile", mentre il redattore di IGN Craig Harris li ha descritti come "sottili, ma utili". Sia Harris che l'editore di GameSpot Tom McShea hanno elogiato il livello di dettaglio nell'ambiente e negli oggetti del gioco, affermando che superasse quello del predecessore del gioco, Animal Crossing: City Folk per la console Wii.
Il gioco ha ricevuto un'accoglienza "generalmente positiva", secondo l'aggregatore di recensioni Metacritic. La versione giapponese del gioco ha ricevuto un 39/40 dalla rivista giapponese Famitsū, guadagnandosi il Platinum Award della pubblicazione, mentre la versione inglese ha ricevuto un 8/10 da GameSpot e un 9,6/10 da IGN.
Il gioco ha debuttato in Giappone con vendite di poco più di 800 000 unità vendute, di cui 200 000 sotto forma di download digitali. Animal Crossing: New Leaf è diventato il primo gioco 3DS in Giappone a superare i due milioni di unità vendute, in poco meno di due mesi. A marzo 2013 erano state vendute 3,86 milioni di copie. Ad agosto 2014, 1,36 milioni di copie erano state vendute negli Stati Uniti. A marzo 2020, tutte le versioni combinate avevano totalizzato 12,55 milioni di copie nel mondo, rendendolo uno dei giochi 3DS più venduti. Una settimana dopo la pubblicazione dell'app mobile Animal Crossing: Pocket Camp nel novembre 2017, le vendite di New Leaf registrarono un aumento del 214% in Giappone.

## Eredità
Nel gioco di combattimento crossover del 2014 Super Smash Bros. per Nintendo 3DS e Wii U, il personaggio Fuffi appare come assistente, diventando inoltre un personaggio giocabile in Super Smash Bros. Ultimate del 2018.
Polygon ha indicato il gioco tra i migliori del decennio.